# Тогда. Сейчас. Потом
«Тогда. Сейчас. Потом» (англ. Here) — американский драматический фильм режиссёра Роберта Земекиса, экранизация графического романа Ричарда Макгуайра с Томом Хэнксом и Робин Райт в главных ролях. Премьера состоялась 25 октября 2024 года на ежегодном фестивале Американского института киноискусства. Фильм получил смешанные отзывы кинокритиков.

## Сюжет
В основу сценария положен опубликованный в 2014 году 300-страничный графический роман Ричарда Макгуайра «Здесь» (Here) — расширенная версия опубликованного в 1989 году одноимённого 36-панельного комикса того же автора, рассказывающая о любви, потерях, надежде, борьбе и наследии животных и людей, обитающих на одном и том же участке Новой Англии с 3 000 500 000 года до н. э. по 22 175 год н. э. Основная часть действия разворачивается в 20-м веке и в первых десятилетиях 21-го века. В течение всего 104‑минутного фильма камера остаётся в фиксированном положении.

## В ролях
| Актёр           | Роль                                                      |
| --------------- | --------------------------------------------------------- |
| Том Хэнкс       | бэби-бумер Ричард Янг                                     |
| Робин Райт      | Маргарет Янг сначала подруга юности, а затем жена Ричарда |
| Жа Жа Земекис   | Ванесса Янг дочь Ричарда и Маргарет                       |
| Пол Беттани     | Эл Янг отец Ричарда                                       |
| Келли Райлли    | Роуз Янг жена Эла и мать Ричарда                          |
| Дэниел Беттс    | Уильям Франклин последний губернатор колонии Нью-Джерси   |
| Лесли Земекис   | Элизабет Даунз Франклин жена Уильяма Франклина            |
| Лорен МкКуин    | Элизабет в молодости                                      |
| Боу Гэдсдон     | Элизабет в юности                                         |
| Гвилим Ли       | Джон Хартер                                               |
| Мишель Докери   | Полин Хартер жена Джона                                   |
| Дэвид Финн      | Ли Бикман изобретатель                                    |
| Офелия Ловибонд | Стелла Бикман журнальная красотка                         |

## Производство
Проект был анонсирован 17 февраля 2022 года. Сценарий сочинили Роберт Земекис и Эрик Рот (сценарист фильма «Форрест Гамп»). Главные роли получили звёзды «Форреста Гампа» Том Хэнкс и Робин Райт. «Тогда. Сейчас. Потом» стал первым полнометражным фильмом, снятым с применением технологии дипфейк, омолаживающей и старящей внешности актёров в реальном времени.
Производство фильма компанией ImageMovers (основана Робертом Земекисом) началось 31 января 2023 года, когда было подписано соглашение о партнёрстве между Creative Artists Agency и фирмой Metaphysic, специализирующейся на разработке дипфейк-решений для индустрии визуальных развлечений. Финансирование обеспечивала Miramax, которой принадлежат права на международную дистрибуцию фильма. Права на дистрибуцию в США куплены Sony Pictures Worldwide Acquisitions для реализации под брендом TriStar Pictures.

## Отзывы критиков
На сайте Rotten Tomatoes у фильма 38 % положительных рецензий на основе 148 рецензий со средней оценкой 5,2 из 10. На Metacritic — 40 баллов из 100 на основе 35 рецензий, что соответствует статусу «смешанные или средние отзывы». Зрители, опрошенные порталом Cinemascore, поставили фильму среднюю оценку «B-» по шкале от A+ до F.
Питер Собчински, рецензент сайта RogerEbert.com, дал фильму одну звезду из четырёх: «Эта работа столь приторна и неуклюжа в своих попытках растрогать зрителя, что в какой-то момент вы ловите себя на мысли о том, что единственной вещью, не брошенной Земекисом в эту мешанину, является капелька „Нашего дома“, а затем он приступает именно к этому».
Омоложенные компьютером лица актёров зачастую выглядят пластилиновыми, мимически обеднёнными. В сценах, где Хэнкс и Райт изображают лёгких в движениях тинэйджеров, зритель видит головы зрелых людей на четвёртом десятке лет, закреплённые на неуклюже двигающихся старых телах. То, что Ричард Янг в подростковом возрасте говорит голосом 68-летнего Хэнкса, придаёт этим сценам некоторую потусторонность.
Обозреватель поп-культуры Натан Рабин также дал фильму одну звезду из пяти, назвав его «ещё одной печальной иллюстрацией творческого упадка некогда великого режиссёра».